# Cronologia grafică a Big Bang-ului
Aceasta este o prezentare grafică a Big Bang-ului care arată succesiunea de evenimente prevăzute de teoria  Big Bang-ului de la începutul timpului până la epoca întunecată. 
Aceasta este o scară logaritmică care arată {\displaystyle 10\cdot \log _{10}} secunde în loc de secunde. De exemplu, o microsecundă este {\displaystyle 10\cdot \log _{10}0.000001=10\cdot (-6)=-60}. Invers, pentru a converti -30 în secunde citiți pe scară pentru a calcula secundele {\displaystyle 10^{-{\frac {30}{10}}}=10^{-3}=0.001} secunde = o milisecundă. 
Pe o scară de timp logaritmică un pas durează de zece ori mai mult decât pasul anterior. 

## Alte cronologii
- en  Cronologie de la Big Bang la Heat Death
- en  Cronologia perioadei Stelliferous Era
- en  Cronologia Universului